# Арлена-ді-Кастро
Арлена-ді-Кастро (італ. Arlena di Castro) — муніципалітет в Італії, у регіоні Лаціо, провінція Вітербо.
Арлена-ді-Кастро розташована на відстані близько 85 км на північний захід від Рима, 24 км на захід від Вітербо.
Населення — 866 осіб (2014).
Щорічний фестиваль відбувається 16 серпня. Покровитель — San rocco.

## Демографія
Населення за роками:

Станом на 1 січня 2023 року в муніципалітеті офіційно проживали 123 іноземці з 15 країн, серед них 43 громадяни країн Євросоюзу та 2 громадяни України.

## Сусідні муніципалітети
- Челлере
- П'янсано
- Тессеннано
- Тусканія